# Godofredo de Brabante
Godofredo de Brabante, (1250 - Courtrai, 11 de Julho de 1302) foi Senhor de Aarschot (1250 entre 1284 e 1302 e de Vierzon de 1277 a 1302. 

## Relações familiares
Foi filho de Henrique III de Brabante (1231 - 1261) Senhor e duque de Brabante e de Adelaide da Borgonha. Casou em 1280 ou 1277 com Joana Isabel de Vierzon (? – 1296), filha de Herveu IV de Vierzon, Senhor de Vierzon, e de Joana de Brenne, de quem teve: 
1. João de Brabante (1281 - 1302) casou com Maria de Mortagne.
2. Maria de Brabante (1275 - 1330) casou por duas vezes, a primeira com Walram (? - 1297) conde de Juliers e a segunda com Roberto de Beaumont, senhor de Povance.
3. Isabela de Brabant (1280 - 1350) casou em 1304 com Gerardo V (? – 1328) conde de Juliers.
4. Alice de Brabante, (? – 1315) Senhora de Mézières-en-Brenne, de Arschot e de Vierzon casou em 1302 com João III de Harcourt (? - 1329, Barão de Harcourt.
5. Branca de Brabante (1280 - 1329) Casou por duas vezes, a primeira em 1304 com João Berthout, Senhor de Malines e a segunda em 1307 com João I de Thouars (? – 1332), visconde de Thouars.
6. Margarida de Brabante, (? – 1318) foi freira em Longchamps e depois em Paris.
7. Joana de Brabante (? – 1316) foi freira em Longchamps e depois em Paris.